# Лиминович Сергій Зенонович
Сергій Зенонович Лиминович (6 листопада 1953, Житомир) — радянський веслувальник-каноїст, виступав за збірну СРСР наприкінці 1970-х — початку 1980-х років. Срібний і двічі бронзовий призер чемпіонатів світу, дев'ятиразовий чемпіон Радянського Союзу, переможець регат республіканського і всесоюзного значення. На змаганнях представляв Збройні сили, майстер спорту міжнародного класу.

## Біографія
Сергій Лиминович народився 6 листопада 1953 року в місті Житомирі Української РСР. Активно займатися веслуванням почав у ранньому дитинстві, був учасником спортивного клубу Збройних сил.
Першого серйозного успіху досяг у 1975 році, коли у складі збірної УРСР вперше здобув перемогу на першості Радянського Союзу — у програмі естафети 4 × 500 м. На всесоюзному чемпіонаті 1978 роки виграв відразу три дисципліни: заїзди одиночок на дистанціях 500, 1000 і 10000 метрів. Завдяки низці вдалих виступів був удостоєний права захищати честь країни на чемпіонаті світу в югославському Белграді, де виграв бронзову медаль у півкілометровій гонці одиночок, поступившись у фіналі болгарину Любомиру Любенову та угорцю Д'юлі Хайду.
У 1979 році Лиминович додав до послужного списку дві золоті медалі першості СРСР, виграні в одиночках на 500 і 10000 метрів, після чого відправився на світову першість у німецький Дуйсбург, звідки привіз нагороду срібного ґатунку, отриману за участь у змаганнях одиночок на десяти кілометрах — у вирішальному заїзді краще фінішував тільки представник Угорщини Тамаш Віхман.
Незважаючи на те, що в сезоні 1980 року Лиминович знову був найкращим у заліку національної першості в одиночках на тисячі метрів, на Олімпійські ігри в Москву замість нього поїхав Сергій Пострєхін, який здобув у результаті звання олімпійського чемпіона. У 1981 році Лиминович став дев'ятикратним чемпіоном СРСР із веслування на байдарках і каное, вигравши вчетверте поспіль гонку одиночних каное на дистанції у десять кілометрів. Пізніше він відправився на чемпіонат світу в англійський Ноттінгем, де в тій же дисципліні посів третє місце і здобув тим самим бронзову нагороди — у фіналі його обійшли угорець Тамаш Віхман і югослав Матія Любек. Незабаром після цих змагань вирішив завершити спортивну кар'єру, поступившись місцем у збірній молодим радянським веслувальникам. За видатні спортивні досягнення удостоєний почесного звання «Майстер спорту СРСР міжнародного класу».